# L'Échelle-Saint-Aurin
L'Échelle-Saint-Aurin è un comune francese di 47 abitanti situato nel dipartimento della Somme nella regione dell'Alta Francia.

## Storia

### Simboli
Lo stemma è in uso dal 2024 e vi sono rappresentati vari elementi: una torre che ricorda il castello distrutto durante la prima guerra mondiale di cui rimangono alcuni resti; un gallo, simbolo della campagna; un ponte (nel paese ce ne sono due); una campana, riferimento alle chiese di Saint-Pierre e Saint-Aurin.

## Società

### Evoluzione demografica
Abitanti censiti